# Шаповалов Анатолій Гаврилович

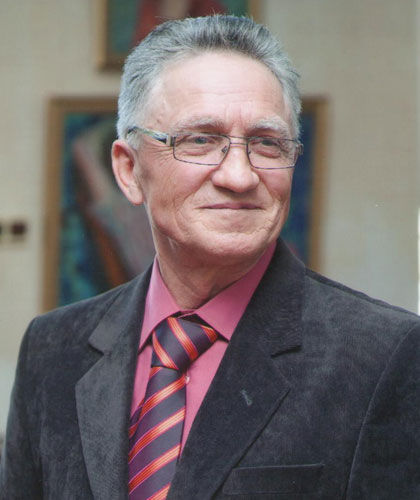
Фото художника Шаповалова Анатолія Гавриловича

Шаповалов Анатолій Гаврилович — український художник.

## З життя і творчості
народився 11 січня 1949 року в селі Аджамка Кіровоградської області.
У 1966 році закінчив Аджамську середню школу № 1. У цьому ж році вступив до Одеського державного художнього училища ім. М. Б. Грекова в майстерню Т. І. Єгорової.
У 1968 році був призваний до лав Радянської Армії. Після демобілізації у 1970 році вступив до Київського державного художнього інституту. Завершив навчання у 1976 році та отримав направлення до Кіровоградських художньо-виробничих майстерень Спілки художників України.
Брав участь у багатьох обласних, республіканських, іноземних виставках. Серед них участь у комерційній виставці «Art Expo New York» (2002). Твори митця неодноразово виставлялися на аукціонах, у тому числі аукціоні Крісті (2006) та Київ Арт (2007). Роботи художника знаходяться в приватних колекціях України, Росії, Америки та Великої Британії.
Випускник Київського державного інституту (нині — Національна академія образотворчого мистецтва та архітектури), учень Віктора Пузирькова та Анатолія Пламеницького Шаповалов своєю творчістю продовжує кращі традиції реалістичного живопису. Тематичний діапазон художника складають жанри традиційного класичного образотворчого мистецтва — пейзаж, натюрморт, портрет, жанрова картина, а яких він досяг високого рівня майстерності. Себе Анатолій Шаповалов відносить до художників-реалістів. Його улюблена тематика — сільська. Полотна митця написані соковито і водночас витончено, в них гармонійно поєднались інтуїція і реальне сприйняття, гармонія колориту і композиції (у вузькому розумінні цього слова), мудро названа колись архітектонікою, естетична привабливість і чуттєвість. Роботи Шаповалова глядачем приймаються відразу і викликають почуття радості, а в просторі широкої експозиції — були звинувачені у банальності — відчутті свята.

## Особливості техніки митця
Особливою пошаною у митця користуються пейзажні мотиви. І це не лише рідна Кіровоградщина, а й багато інших мальовничих куточків України, адже художник багато подорожує. У навколишньому реальної дійсності художник знаходить не тільки типаж для своїх картин, а й основу композиційної побудови.
Аналізуючи пейзажі митця можна побачити що він не використовує готові рецепти композиційних побудов, композиція картини ґрунтується на життєвому угрупованні та поєднанні об'єктів природи, а також на особливостях нашого зорового сприйняття. Залежно від завдань, поставлених в картині, художник змінює композиційну побудову, яка визначається ідейним задумом, змістом твору. Симетрія, рівновага і ритм, доцільність побудови, різноманітність форм, колористична цілісність, єдність точки зору, розмір і формат зображення — всі ці елементи композиції художник підпорядковує вираженню задуму. Велике значення він надає лінійній перспективі, на багатьох пейзажах можна чітко виокремити лінію горизонту, точки сходу та лінії сходу, такий прийом надає картинам більшої реалістичності. Якщо переглянути ці роботи митця можна підмітити що, головний діючий об'єкт розміщується на картині поблизу його оптичного центру. Це дозволяє візуально охоплювати поглядом всю картину відразу і сприймати зміст на великій відстані.
Виділення композиційного центру і створення природного зорового враження в картині досягається також світлотінню, величиною фігур, колірними співвідношенням і відстанню між фігурами. Художник виділяє головне в картині і кольором, і тоном, і помітністю деталей на ньому.
Колір відіграє важливу роль у роботах художника, його пейзажі сонячні та яскраві, споглядаючи полотна митця глядач відчуває радість, емоційне піднесення. Унікальність художника в тому, що він більш зосереджений на передачі настрою через колір, а не на детальному відтворенню архітектурних ліній споруд. Тому, він обирає архітектуру простих форм, вирішення яких можна подати через колірні площини. Роботи прості за композиційними рішеннями але багаті на кольорову палітру. Колорит на роботах митця, як складовий елемент композиції, знаходиться в тісному зв'язку з задумом і допомагає глядачеві сприймати зміст. Художник створює емоційно сильний і виразний колорит не тільки яскравістю відкритих фарб. Роботи Шаповалова вражають своїми кольорами та їх співставленням, на глядача діє тільки правда життя, правдива гамма, що виражає колористичний стан природи, дає естетичну насолоду і сильніше збагачує почуття.
Анатолій Гаврилович Шаповалов працює у техніці пастозного живопису, густо накладаючи фарбу широкими мазками, колірними плямами, ніби кольором ліпить форму і об'єм предметів. За рахунок цього, якщо близько споглядати картини можна побачити пастозні густі мазки фарби але якщо відійти, то виокремлюються точні лінії та контури. Характер мазка — динамічний, що утворює відчуття не застиглого стану в картині, а руху та життя, завдяки цьому глядач ніби стає учасником події, яка розкривається перед ним на полотні художника.
Виділення головної дійової особи в жанровій композиції автор досягає не тільки тим, що вона зображується в центрі на видному місці, але і самою технікою письма. Дивлячись на його роботи можна зробити висновок, що художник не боїться різких переходів, а сміливо поєднує кольори для досягнення потрібного ефекту. Другорядні фігури пишуться більш узагальнено, без живописних подробиць, щоб вони не відволікали на себе занадто багато уваги, при такому виділенні увагу глядача спочатку зосереджується на головному, потім на другорядному, яке не заважає головному, а тільки допомагає йому. Важливу роль художник надає плановості у композиції, передаючи повітряну перспективу за допомогою кольору і тону, гармонійно та сміливо поєднуючи кольори. Зазвичай, художники вирішують питання плановості тим, що кожен план роблять більш холодним за кольоровою гаммою, тим самими він віддаляється від глядача, Шаповалов прописує повітряну перспективу через теплі кольори. Здавалося б, важко відсунути таким кольором предмет в глибину картини, але якщо звернути увагу на рожево-помаранчовий колір неба, то художник повинен був порушити загальне правило побудови простору, щоб дальній план картини не виділявся різко на тлі неба, а був тонально злитий з ним.
Художник сміливо підходить до вирішення проблеми світла у своїх роботах, не вибілюючи та не висвітлюючи осяяні сонцем ділянки, а навпаки додає більше кольору та контрасту. Світло в картині — не тільки засіб зображення об'ємних форм, матеріалу, простору, стану освітленості, але і елемент композиційної побудови. За допомогою кольору і світла художник організовує сприйняття глядача, направляє його увагу на головне і вводить його в зміст всієї композиції.
Цінність робіт в унікальній палітрі художника, завдяки якій відкривається краса оточуючого світу, природи та різних її станів.

## Використані джерела
- Віктор Куруп: Палітра рідного краю від Анатолія Шаповалова / В. Курап // Вечірня . — 2014 р. — 17 січня
- Анатолій Шаповалов: Передчуття весни // Народне слово / — 2011 р. — 1 лютого
- Ганна Кузнєцова: Кримських подих весни / Г.Кузнєцова // Україна-Центр. — 2011 р. — 3 лютого. — 14 с.
- Генадій Рибченко: Відміченний Богом / Г. Рибченко // Україна-Центр. — 2009 р. — 22 січня. — 12 с.
- Олена Нікітіна: Палітра Анатолія Шаповалова / О. Нікітіна // Україна-Центр. — 2014 р. — 17 січня. — 10 с.
- Юрій Лісніченко: Ліки від душевного авітамінозу / Ю. Лісніченко // Вечірня. — 2011 р. — 4 лютого.
- Іваненко. В. Газета «Зоря» [Електронний ресурс] / В. Іваненко // Перше електронна газета. — 2017. — 19 січня. — Режим доступу до журн.:https://persha.kr.ua/news/life/108233-hudozhnyk-iz-kirovogradshhyny-pro-londonski-auktsiony-populyarnist-baleryn-ta-kartyny-z-aromatom-moloka/ [Архівовано 10 червня 2020 у Wayback Machine.]
- Севердюк Р. Палітра Анатолія Шаповалова [Електронний ресурс] / Р. Севердюк // Роман Серевдюк. Офіційний сайт, блог та архів. — 2016. — 25 січня. — Режим доступу до журн.: https://sverediuk.com.ua/palitra-anatoliya-shapovalova/ [Архівовано 10 червня 2020 у Wayback Machine.]